# Passo de tu
Passo de tu (títol original en anglès: Forgetting Sarah Marshall) és una pel·lícula nord-americana del 2008 dirigida per Nicholas Stoller i protagonitzada per Jason Segel, Kristen Bell, Mila Kunis i Russell Brand.

## Argument
Després que la seva xicota, l'actriu Sarah Marshall (Kristen Bell), li anunciï que vol trencar la relació després de 5 anys, el compositor Peter Bretter (Jason Segel) decideix oblidar-la amb relacions d'una nit. En veure que això no li funciona, opta per anar-se'n uns dies a Hawaii. Un cop allà descobreix que la Sarah i el seu nou xicot, el cantant Aldous Snow (Russell Brand), s'allotgen al mateix hotel. Per compassió, la recepcionista de l'hotel, Rachel Jansen (Mila Kunis), li ofereix una suite molt cara de franc a canvi que ell s'encarregui de la seva neteja.
En Peter comença a passar temps amb la Rachel, per qui comença a sentir alguna cosa, alhora que la relació entre la Sarah i l'Aldous s'ensorra, en part a causa de la cancel·lació de la sèrie policíaca que protagonitza la Sarah i la gira mundial de 18 mesos que està a punt d'emprendre l'Aldous amb el seu grup.

## Repartiment
| Actor original | Doblatge en català | Personatge     |
| -------------- | ------------------ | -------------- |
| Jason Segel    | Oriol Rafel        | Peter Bretter  |
| Kristen Bell   | Isabel Valls       | Sarah Marshall |
| Mila Kunis     | Marta Barbarà      | Rachel Jansen  |
| Russell Brand  | Luis Posada        | Aldous Snow    |
| Bill Hader     | Hernan Fernández   | Brian Bretter  |
| Liz Cackowski  | Geni Rey           | Liz Bretter    |

## Música
Segel i Lyle Workman van escriure música per a la pel·lícula. Eric Carmen, Blondie i Kenny Loggins també es van utilitzar en els tràilers de la pel·lícula.